# Dorfkirche Döbritschen

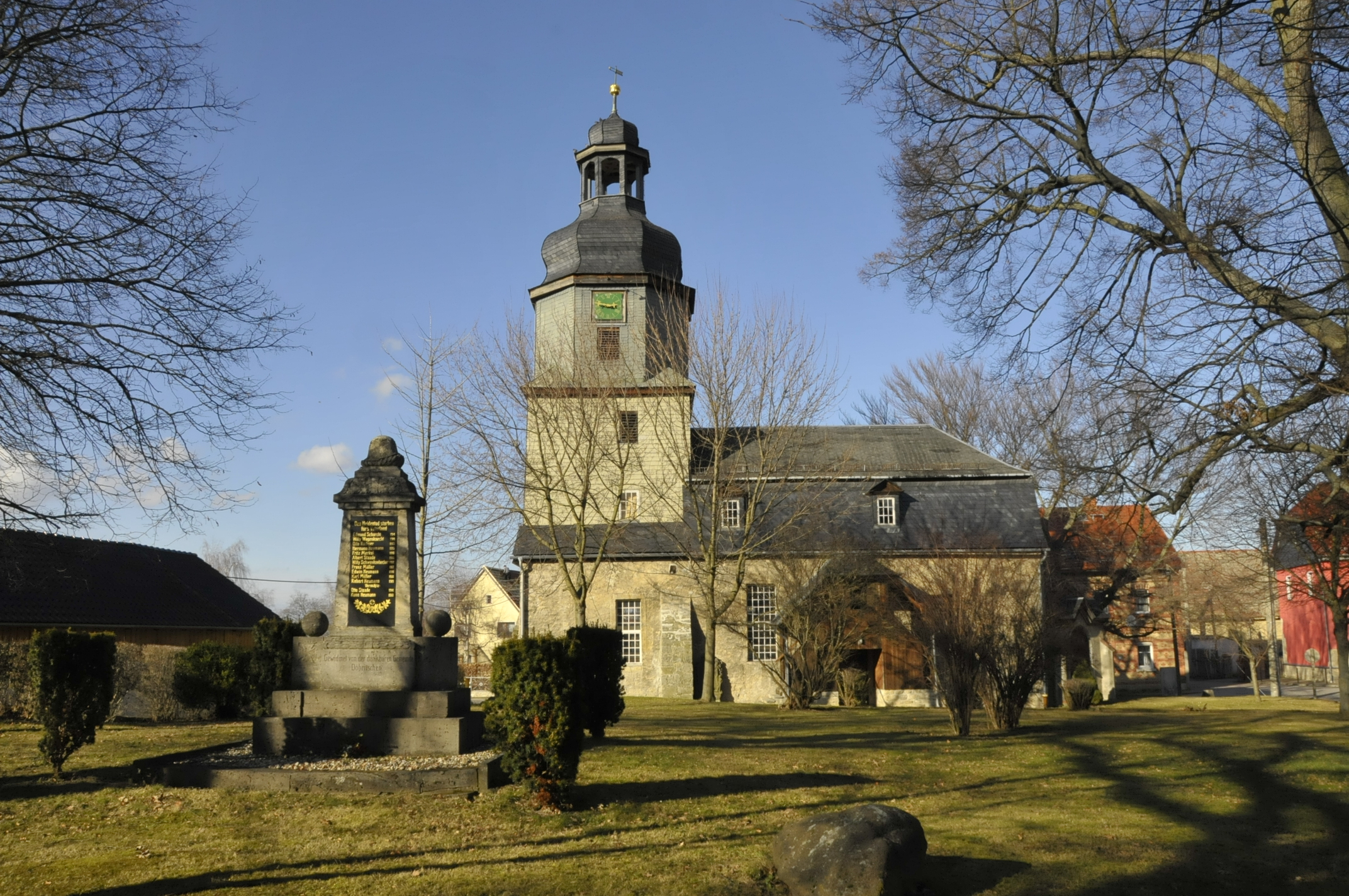
Ansicht von Süden

Die evangelische Dorfkirche Döbritschen steht in der Gemeinde Döbritschen im Landkreis Weimarer Land in Thüringen. Sie gehört zum Pfarrbereich Großschwabhausen/Isserstedt im Kirchenkreis Jena der Evangelischen Kirche in Mitteldeutschland.

## Geschichte
Ursprünglich stand in zentraler Ortslage die rechteckige Anlage eines von Wall und Graben geschützten Herrensitzes. Auf dem Wall wurde 1583 die Kirche als Saalkirche errichtet.
Das Mansarddach und die Turmhaube entstammen dem Umbau im Jahr 1723. Im 19. Jahrhundert wurde die neugotische Apsis angebaut. Zwei bleiverglaste Fenster aus dem Jahr 1920 stellen einen Engel und Jesus am Kreuz dar.

Nach umfangreichen Renovierungen – Berater war damals Horst Jährling – wurde die jahrelang baufällige Kirche im November 1999 wieder eingeweiht. Reste des Kanzelaltars im Bauernbarock geben dem Gotteshaus sein Gepräge.

## Das Geläut

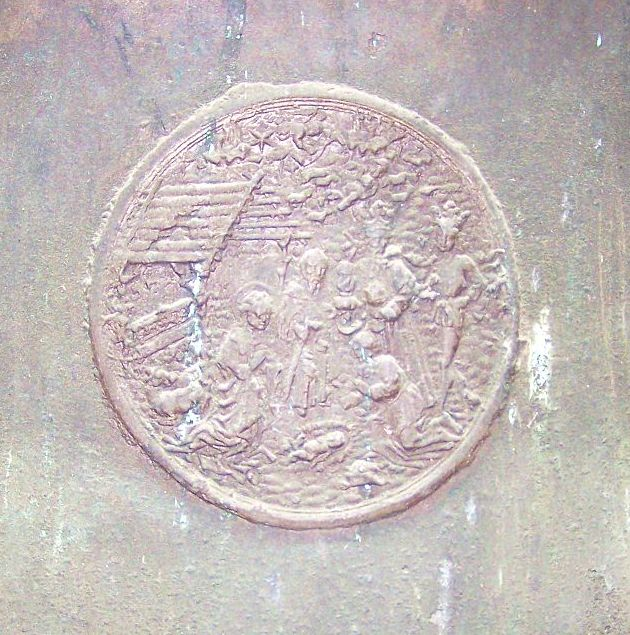
Anbetung der Weisen

im Glockenturm läuten zwei Bronzeglocken. Sie wurden 1518 von Heinrich C(Z)ieg(e)ler (Erfurt) und 1933 von Franz Schilling Söhne (Apolda) gegossen. Auf der Ziegelerglocke befindet sich in einem Medaillon eine Darstellung der Anbetung der drei Weisen vor dem Jesuskind.

## Die Orgel
1741 konnte ein erstes Instrument nachgewiesen werden. 1860 erbaute Ernst Heinrich Adolf Poppe (Stadtroda) ein Nachfolgeinstrument. 1917 mussten die Prospektpfeifen abgeliefert werden und wurden nicht wieder ersetzt.